# Ermida de Nossa Senhora do Amparo
A Ermida de Nossa Senhora do Amparo, igualmente conhecida como Ermida de Santa Maria das Eiras, era um antigo templo, entretanto já desaparecido, que se encontrava na entrada sul da vila da Chamusca, em plena lezíria e junto ao antigo Paul da Trava. Esta ermida situava-se junto a uma outra, entretanto também já desaparecida – a de Nossa Senhora das Trevas. Do passado da ermida pouco se conhece, sabendo-se que pertenceu à Casa das Rainhas e que, após a extinção desta instituição em 1833, foi abandonada. Porém, chegaram ainda alguns vestígios às primeiras décadas do século XX, sendo ainda possível identificar as ruínas das suas paredes exteriores. Quanto às suas pertenças e ao seu recheio, nada se sabe.